# Anka Zink

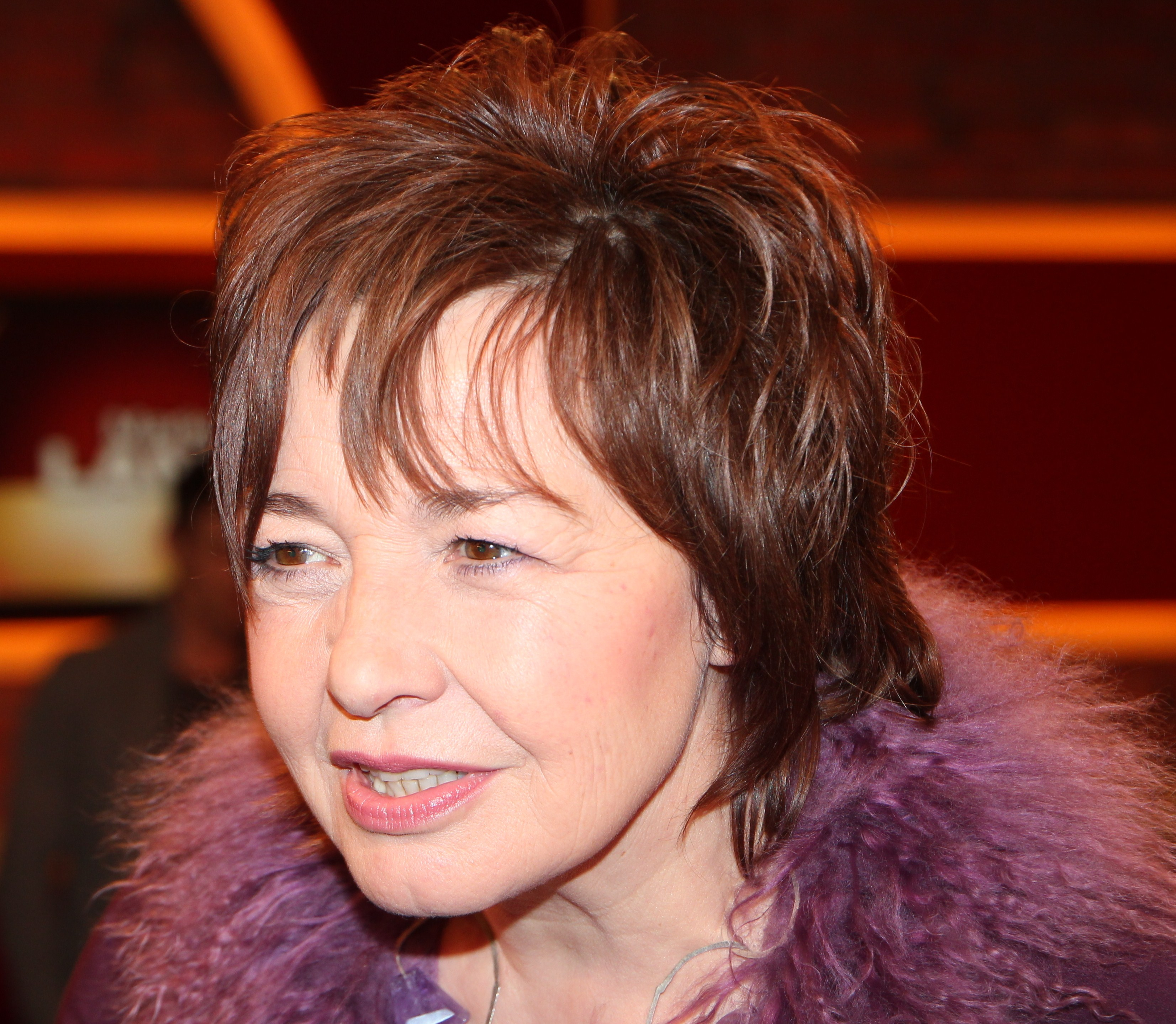
Anka Zink bei Markus Lanz, 2011

Anka Zink (* 3. März 1957 in Bonn) ist eine deutsche Kabarettistin, Komikerin, Autorin und Regisseurin.

## Leben
Geboren und aufgewachsen in Bonn, lebt Anka Zink heute in Köln. Als Stipendiatin der Konrad-Adenauer-Stiftung studierte sie in Bielefeld bei Niklas Luhmann und schloss das Studium als Diplom-Soziologin ab. Sie begann zunächst eine Universitätskarriere, bevor sie an einem Casting für Improvisations-Shows teilnahm und Anfang der 1980er-Jahre ihre akademischen Tätigkeiten zugunsten einer Bühnenkarriere aufgab. Sie gehörte zu den Gründungsmitgliedern des von Bill Mockridge in Bonn initiierten Bühnen-Ensembles Springmaus; zu ihren Bühnenpartnern zählte damals unter anderem Dirk Bach. Zink moderierte, spielte und gehörte der Geschäftsführung des nunmehr von Andreas Etienne geleiteten Springmaus-Theaters an.
Von 1989 bis 1990 wurde Zink ins Ensemble des Düsseldorfer Kom(m)ödchens aufgenommen und von Lore Lorentz gefördert. Ihr Partner war damals u. a. Harald Schmidt, später Volker Pispers. Seit 1991 steht sie vorrangig als Solo-Kabarettistin auf der Bühne; bisher entstanden zwölf Programme. Neben ihren Bühnenauftritten ist Zink auch unregelmäßig bei verschiedenen Rundfunk- und Fernsehsendungen zu Gast, beispielsweise in: 7 Tage, 7 Köpfe (RTL), Genial daneben (Sat.1), Blond am Freitag (ZDF), Spätschicht – Die Comedy Bühne (SWR), Mitternachtsspitzen (WDR), Ottis Schlachthof (BR), Zimmer frei! (WDR) sowie im WDR-Hörfunkprogramm Unterhaltung am Wochenende (WDR 5). Von 1999 bis 2002 war Zink Dozentin an der Köln Comedy Schule, deren Schirmherr Rudi Carrell war.
Zink meldet sich auch immer wieder zu politischen und gesellschaftlichen Dingen und Ereignissen persönlich oder als Publizistin zu Wort. Sie trat beim Festival Sommerblut in Köln auf. Sie ist Schirmherrin des Bonner Theater-Events art’n vielfalt-2008. Im Bundestagswahlkampf 2005 unterstützte Zink Angela Merkel (CDU). Ehrenamtlich unterstützt sie auch Sportvereine wie die Bonner Ruder-Gesellschaft. Für unter anderem den Kölner Express schreibt sie satirische Kolumnen. In 2009 erschien bei Egmont VGS der Satireroman Mein langer feuchter Wellnessweg, in dem sie das Schönheitsschicksal von drei Frauen in den „besten Jahren“ beschreibt.

## Bühnenprogramme
- 1991: Alle Männchen werden Prüder
- 1994: Da gehen wir hin
- 1996: Adam – ein Abend für Optimisten
- 1998: Damensolo in Rot
- 2000: Zink positiv
- 2003: Zink of me
- 2005: Zink wirkt zuverlässig
- 2007: Wellness für alle
- 2010: Sexy ist was anderes
- 2013: Leben in vollen Zügen
- 2015: Zink extrem positiv
- 2020: Das Ende der Bescheidenheit
- 2023: Gerade nochmal gutgegangen

## CD-Veröffentlichungen
- Perlenkette
- Zink positiv
- Zink of me

## Bücher
- Mein langer feuchter Wellnessweg. Ein Selbstversuch. Egmont VGS, Köln 2009, ISBN 978-3-8025-3672-4.
- Sexy ist was anderes. Fummeln war früher, heute ist twittern. Egmont VGS, Köln 2011, ISBN 978-3-8025-3749-3.